# شاهنشاهوند
شاهنشاهوند نام یک قبیله پادشاهی گیلک اهل روستای داخل در شهر آستانه اشرفیه گیلان بود. یکی از اعضای قبیله، لیلی بن نعمان، در اوایل سده دهم به عنوان پادشاه گیل‌ها حکومت کرد، تا اینکه در سال ۹۲۱ میلادی در نبرد با سامانیان کشته شد.

## تاریخچه

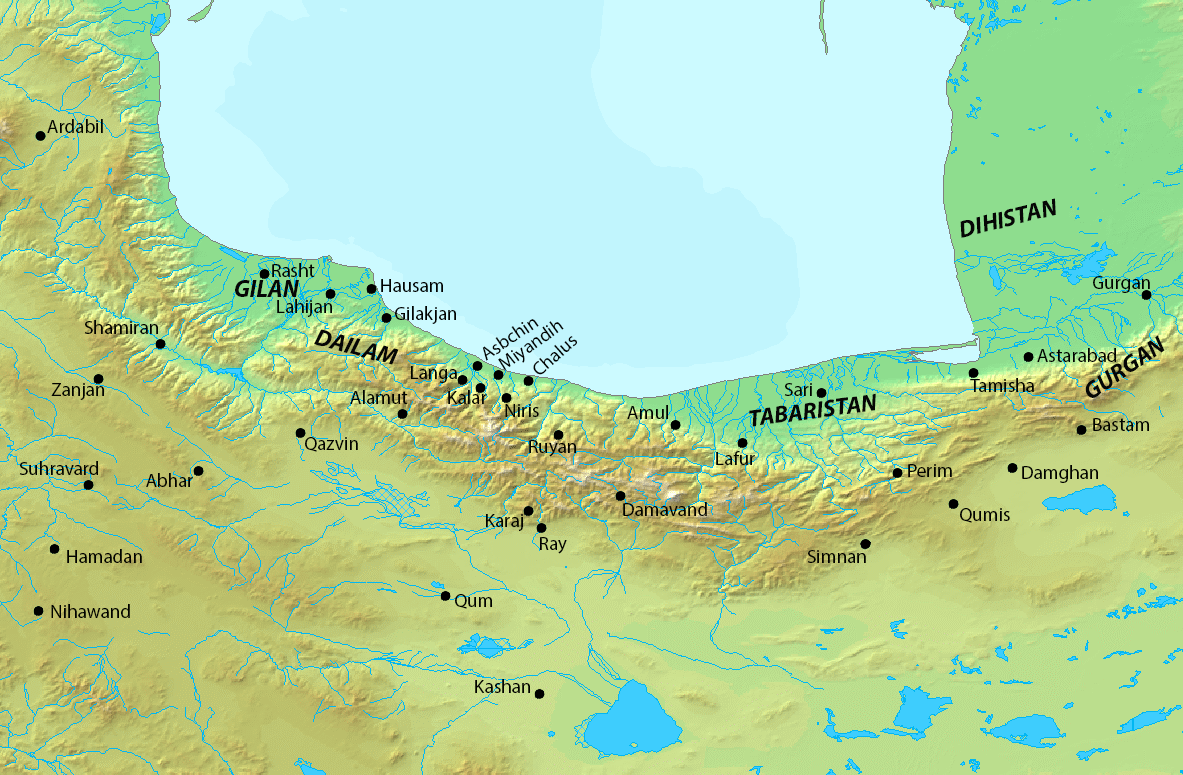
نقشه شمال ایران

به قبیله شاهنشاهوند برای اولین بار در زمان حکومت تیرداذ اشاره شده‌است.